# 2 Coríntios 3
2 Coríntios 3 é o terceiro capítulo da Segunda Epístola aos Coríntios, de autoria do Apóstolo Paulo, no Novo Testamento da Bíblia.

## Estrutura
A Tradução Brasileira da Bíblia organiza este capítulo da seguinte maneira:
- 2 Coríntios 3:1-11 - O ministério da justiça excede o ministério da condenação
- 2 Coríntios 3:12-18 - Onde há o Espírito do Senhor, aí há liberdade